# Livre des visions
 (septembre 2024).
La mise en forme du texte ne suit pas les recommandations de Wikipédia : il faut le « wikifier ».
Les points d'amélioration suivants sont les cas les plus fréquents. Le détail des points à revoir est peut-être précisé sur la page de discussion.
- Les titres sont pré-formatés par le logiciel. Ils ne sont ni en capitales, ni en gras.
- Le texte ne doit pas être écrit en capitales (les noms de famille non plus), ni en gras, ni en italique, ni en « petit »…
- Le gras n'est utilisé que pour surligner le titre de l'article dans l'introduction, une seule fois.
- L'italique est rarement utilisé : mots en langue étrangère, titres d'œuvres, noms de bateaux, etc.
- Les citations ne sont pas en italique mais en corps de texte normal. Elles sont entourées par des guillemets français : « et ».
- Les listes à puces sont à éviter, des paragraphes rédigés étant largement préférés. Les tableaux sont à réserver à la présentation de données structurées (résultats, etc.).
- Les appels de note de bas de page (petits chiffres en exposant, introduits par l'outil «  Source ») sont à placer entre la fin de phrase et le point final[comme ça].
- Les liens internes (vers d'autres articles de Wikipédia) sont à choisir avec parcimonie. Créez des liens vers des articles approfondissant le sujet. Les termes génériques sans rapport avec le sujet sont à éviter, ainsi que les répétitions de liens vers un même terme.
- Les liens externes sont à placer uniquement dans une section « Liens externes », à la fin de l'article. Ces liens sont à choisir avec parcimonie suivant les règles définies. Si un lien sert de source à l'article, son insertion dans le texte est à faire par les notes de bas de page.
- La présentation des références doit suivre les conventions bibliographiques. Il est recommandé d'utiliser les modèles {{Ouvrage}}, {{Chapitre}}, {{Article}}, {{Lien web}} et/ou {{Bibliographie}}. Le mode d'édition visuel peut mettre en forme automatiquement les références.
- Insérer une infobox (cadre d'informations à droite) n'est pas obligatoire pour parachever la mise en page.

Pour une aide détaillée, merci de consulter Aide:Wikification.
Si vous pensez que ces points ont été résolus, vous pouvez retirer ce bandeau et améliorer la mise en forme d'un autre article.
Le Livre des visions (ספר החזיונות, Sefer haHizyonot) est une composition du kabbaliste de Haïm Vital (1542-1620), datant du XVIe siècle.
Le titre de l'ouvrage a été donné par son petit-fils, le rabbin Moshe Vital. Le livre est écrit dans un style de journal intime mystique. Il porte parfois le nom שבחי ר’ חיים וויטאל.
L'auteur y décrit en détail ses expériences mystiques. Il abord deux questions essentielles à ce type de littérature: celle de l'identité et celle de la raison de l'existence.

## Auteur
Kabbaliste d'Israël. Né à Safed, son père Joseph Vital Calabrese y était scribe. Haïm Vital étudia dans les yeshivot de Safed, notamment auprès de Moïse Alsheikh.
En 1564, il commença à étudier la kabbale selon le système de Moïse Cordovero. Il est également attiré par d'autres études ésotériques et passe deux ans à pratiquer l'alchimie.
La ville de Safed était un centre d’étude de la Torah à cette époque. Rabbi Joseph Karo, l’auteur du Choul’hane Aroukh, le grand savant et prédicateur Rabbi Moché Alshikh, le célèbre Rabbi Chlomo Alkabetz, l’auteur de l’hymne de Chabbat « Lekha Dodi », et enfin, le grand et saint kabbaliste Rabbi Moïse Cordovero. Ces grands hommes étaient les éminents savants tamudiques de leur époque, les principaux kabbalistes, qui avaient étudié le Zohar Zohar et diffusé les enseignements des secrets de la Torah. Le jeune Rabbi Haïm a donc grandi dans une sainte atmosphère d’étude et de prière. Il était un disciple de Rabbi Moïse Alsheikh.
Après l'arrivée d'Isaac Luria à Safed, il devint son principal disciple. Plus tard, il commença à mettre par écrit les enseignements de Luria et les élabora selon sa propre compréhension. Vital essaya d'empêcher les autres disciples de Luria de présenter leurs versions de sa doctrine par écrit. Il rassembla autour de lui plusieurs personnes qui acceptaient son autorité spirituelle, mais il n'y parvint pas entièrement.
En 1575, douze disciples de Luria s'engagent à n'étudier la théorie lurianique qu'auprès de Vital. Ce groupe d'étude cessa de fonctionner lorsque Haïm Vital s'installa à Jérusalem où il fut rabbin et chef d'une yeshivah de 1577 à 1585.
C'est à Jérusalem qu'il rédige la dernière version de sa présentation du système lurianique.
Il retourne à la Safed au début de l'année 1586 et y reste jusqu'en 1592. Selon la tradition, il y tombe gravement malade vers 1587. En 1590, Vital est ordonné rabbin par son maître Moïse Alsheikh. Il se rendit de nouveau à Jérusalem en 1593 et y resta peut-être plusieurs années, retournant occasionnellement à Safed.
Selon la tradition des rabbins de Jérusalem, il quitta Jérusalem pour Damas ; en tout état de cause, il se trouvait à Damas en 1598  et y resta jusqu'à sa mort.
Après une grave maladie en 1604, il perdit la vue. Durant ses dernières années, un groupe kabbalistique s'est réuni autour de lui. Pendant son séjour à Damas, principalement entre 1609 et 1612, il a rassemblé des notes autobiographiques dans son livre Sefer ha-Hizyonot notamment des histoires et des témoignages ainsi que ses rêves et ceux d'autres personnes.
Selon son fils, Samuel Vital, il a rassemblé ses principaux écrits en deux vastes ouvrages : Ets ha-Hayyim et Ets ha-Daat.
En dépit de l’impression que l’on peut obtenir de son journal, qui contient beaucoup de choses merveilleuses sur lui-même que lui avaient dites son père et d’autres, Rabbi Haïm Vital était un homme très modeste. Il ne considérait pas ses écrits et ses notes suffisamment dignes pour être publiés et il laissa pour instruction de les enterrer après sa mort. Sa dernière volonté fut accomplie, mais son fils Samuel et ses disciples étaient très désireux de les déterrer et de les faire connaître. Ils jeûnèrent et prièrent dans l’espoir de recevoir une révélation qui leur permette de le faire.
Finalement, dans un rêve, Rabbi Haïm Vital donna la permission de récupérer ses écrits et de les publier.
Les livres de Rabbi Haïm Vital sont la source principale de l’école de la kabbale lourianique, c’est-à-dire les enseignements de Rabbi Isaac Louria. Le Ets Haïm est l’un des livres classiques de cette école de la kabbale, et à ce jour, il est une source inépuisable de connaissances et de sagesse des secrets de la Torah, d’une meilleure compréhension de l’âme, du but de la vie sur cette Terre, de la Providence Divine, etc. Le livre contient également de nombreuses explications et de nombreux commentaires sur le Zohar.

## Le contenu du livre
Le livre est constitué de cinq parties:
- évènements relatés de la vie de Haïm Vital
- rêves personnels
- rêves d'autres personnes concernant Haïm Vital
- enseignements de Rabbi Isaac Luria concernant les racines de l'âme de Haïm Vital
- additions diverses

## Les différentes éditions

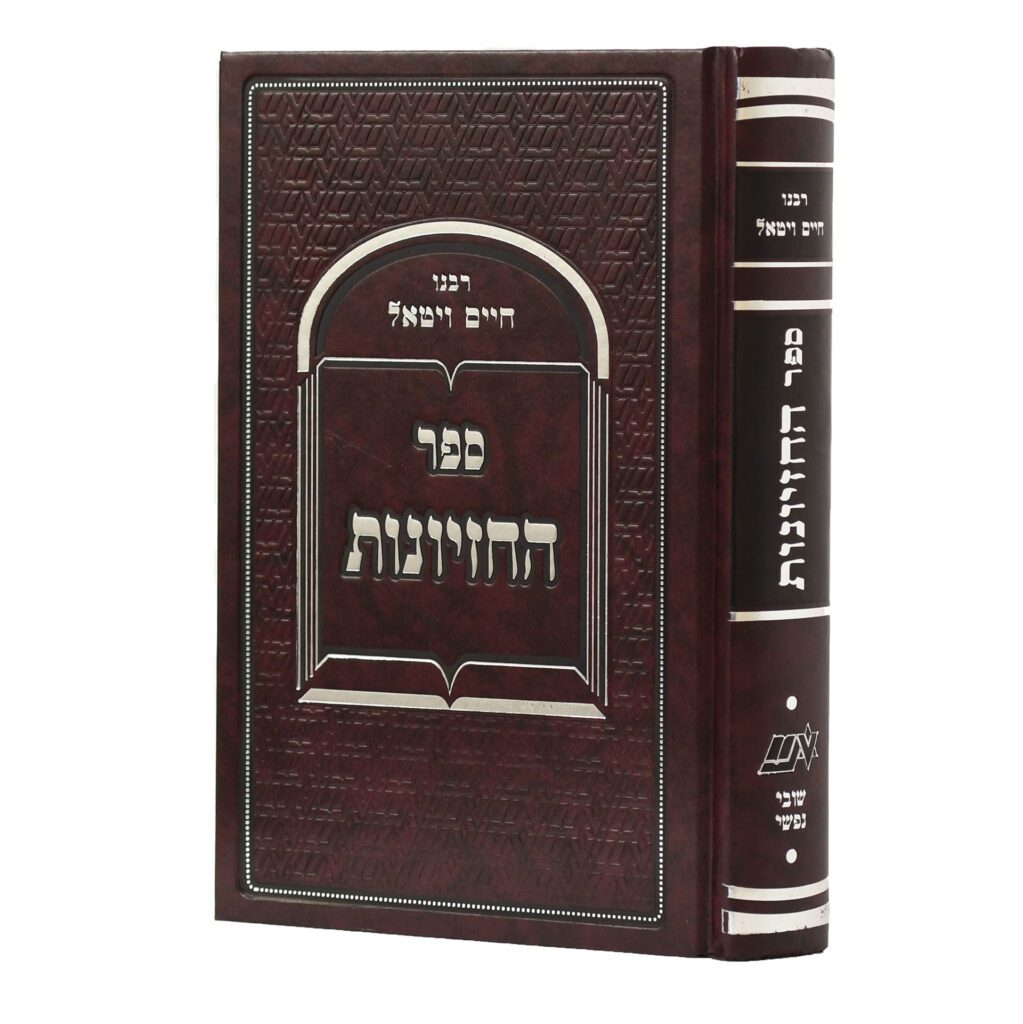
Livre des visions par Haïm Vital ou Sefer HaHizyonot ou Book of visions

En 1826, une version abrégée et censurée a été publiée sous le titre Shivhé Rabbi Haïm Vital. Elle a connu une douzaine d'impression et a été traduite dans plusieurs langues.
Dans cette édition, les noms des personnes, des lieux et des évènements ont été effacés et remplacés par [...].
En 1954, une édition complète et annotée fut publiée pour la première fois par Aaron Zeev Eshkoli, et relue par Naftali Ben Menahem. Elle a été établie à partir de la photocopie d'un manuscrit publié par les éditions Mossad Rav Kook, presque six après la mort de Eshkoli. La photocopie du manuscrit a disparu après l'impression du livre pour ne réapparaître que vers 2000.
Reuven Margaliot, bibliothécaire et chercheur en littérature, a déterminé qu'il s'agissait d'une contrefaçon tardive et non l'oeuvre de Haïm Vital. Pour démontrer son propos, il s'est appuyé sur des phrases non utilisées à l'époque de Haïm Vital, ainsi que des références tirées de livres publiés après la mort de celui-ci. Margaliot a donc protesté auprès des éditions Mossad Rav Kook qui ont retiré l'ouvrage de leur catalogue .
En 2006, Morris Faierstein a publié une traduction anglaise "Book of visions" aux éditions de l'institut Yad Ben-Zvi

## Les thèmes essentiels

### Messianisme
Après l'expulsion des juifs d'Espagne, et la constitution d'un foyer spirituel à Safed, les attentes messianiques se renforcent. A tel point que Gershom Scholem affirma que "le messianisme est devenu une part importante du coeur de la Kabbale".
En rassemblant les visions, les rêves et les révélations que lui-même et d'autres avaient eu, Haïm Vital avait le sentiment de poursuivre sa mission messianique jusqu'à son accomplissement ultime.

### L'identification à la figure du Messie
La tradition kabbalistique rapporte la renaissance de la figure du Messie fils de Joseph à chaque génération.
A travers ses propres rêves, Haïm Vital s'identifie régulièrement au Messie fils de Joseph. Et souvent, à travers les rêves rapportés par d'autres, il est plutôt identifié au Messie fils de David.

### Le pouvoir prophétique des rêves
En citant divers textes de la Tradition juive, Vital considère que les rêves permettraient la communication entre les hommes et le monde d'en-haut.
Cependant, d'autres autorités rabbiniques estiment que les rêves ne sont que le reflet de nos propres pensées et préoccupations.

### Repentance
Trois éléments essentiels contribuent à démontrer l'importance du repentir: premièrement, Haïm Vital reconnaît que sa principale mission est de prêcher la repentance au peuple; deuxièmement, il se reproche à lui-même de manquer à son devoir; et enfin, troisièmement, il justifie les raisons de son retard dans sa tâche.
Ainsi, différents personnages humains viennent dans ses rêves lui rappeler les manquements et l'objet de sa mission.

### Les conflits interpersonnels
De nombreux passages du Livre des visions rapportent les différents qui opposent Haïm Vital et les différentes communautés avec lesquelles il a vécu: les disciples d'Isaac Luria, la communauté de Jérusalem, celle de Damas, notamment le rabbin Jacob Abulafia.

## Influence
Le livre des secrets du rabbin Yihzaq Isaac de Komarno[Lequel ?], maître hassidique s'est modelé sur le travail de Haïm Vital.
Les enseignements de Rabbi Isaac Louria, rassemblés et conservés par Rabbi Haïm Vital, constituèrent la base des enseignements du  Baal Chem Tov, le fondateur du Hassidisme, qui apporta une grande renaissance spirituelle dans la vie juive se poursuivant jusqu’à aujourd'hui.

### Articles
- (en) Cuffel A., « Gendered Visions and Transformations of Women’s Spirituality in Hayyim Vital’s Sefer ha-Hezyonot », Jewish Studies Quarterly, vol. 19, no 4,‎ 2012, p. 339-384 (JSTOR 41804467, lire en ligne, consulté le 5 novembre 2024)
- Morris Faierstein, « Rêves et dissonance dans le livre des visions de Hayyim Vital », Les cahiers du judaïsme, vol. 13,‎ 2003, p. 32-40 (lire en ligne, consulté le 5 novembre 2024)
- (en) Hopenwasser N. & Wegener S., « The quest for identity: personal prophecy and the dream visions of Hayyim Vital », Mystics quaterly, vol. 27, no 3,‎ 2001, p. 101-112 (JSTOR 20717457, lire en ligne, consulté le 5 novembre 2024)
- (en) Hopenwasser N. & Wegener S., « Shoulering the burden of one's spiritual heritage: Rabbi Hayyim Vital's "Serial transmigrations" of soul », Mystics Quaterly, vol. 28, no 3,‎ 2002, p. 122-135 (JSTOR 20717505, lire en ligne, consulté le 5 novembre 2024)
- (en) Hopenwasser N., « Review of Jewish Mystical Autobiographies: Book of Visions and Book of Secrets », Mystics Quaterly, vol. 26, no 3,‎ 2000, p. 120-130 (JSTOR 20717415, lire en ligne, consulté le 5 novembre 2024)